# خوسيه إغناسيو دي ماركيز
خوسيه إغناسيو دي ماركيز باريتو (بالإسبانية: José Ignacio de Márquez)‏ سياسي كولومبي، وُلد في بوكايا في 7 سبتمبر 1793. تولى رئاسة المهورية الكولومبية في الفترة من 1837 إلى 1841، بينما تم تعيينه للرئاسة  في بعض الفترات خلال أعوام 1832 و1835 و1836.